# 新义街道
新义街道，是中华人民共和国山西省吕梁市孝义市下辖的一个乡镇级行政单位。

## 行政区划
新义街道下辖以下地区：
三贤社区、长安社区、府西社区、府中社区、府东社区、迎宾社区、府南社区、新乐社区、艺苑社区、胜溪社区、工程处社区、人印社区、汾局化工厂社区、张家庄村、赵家庄村、樊家庄村、封家峪村、和平庄村、梁家庄村和贾家庄村。